# Ilhéu de Baixo

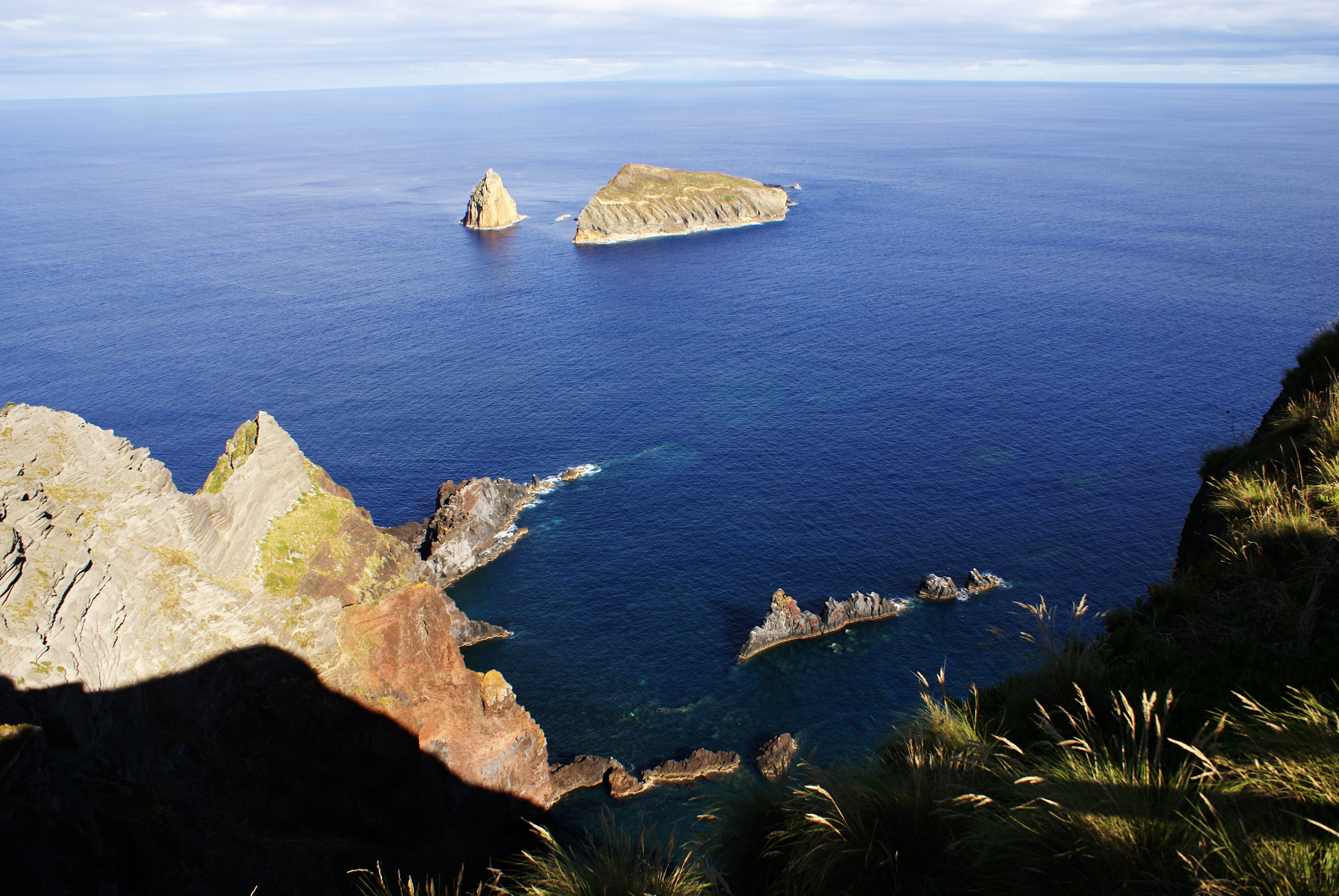
Ilhéu de Baixo visto do cimo da Ponta da Restinga.

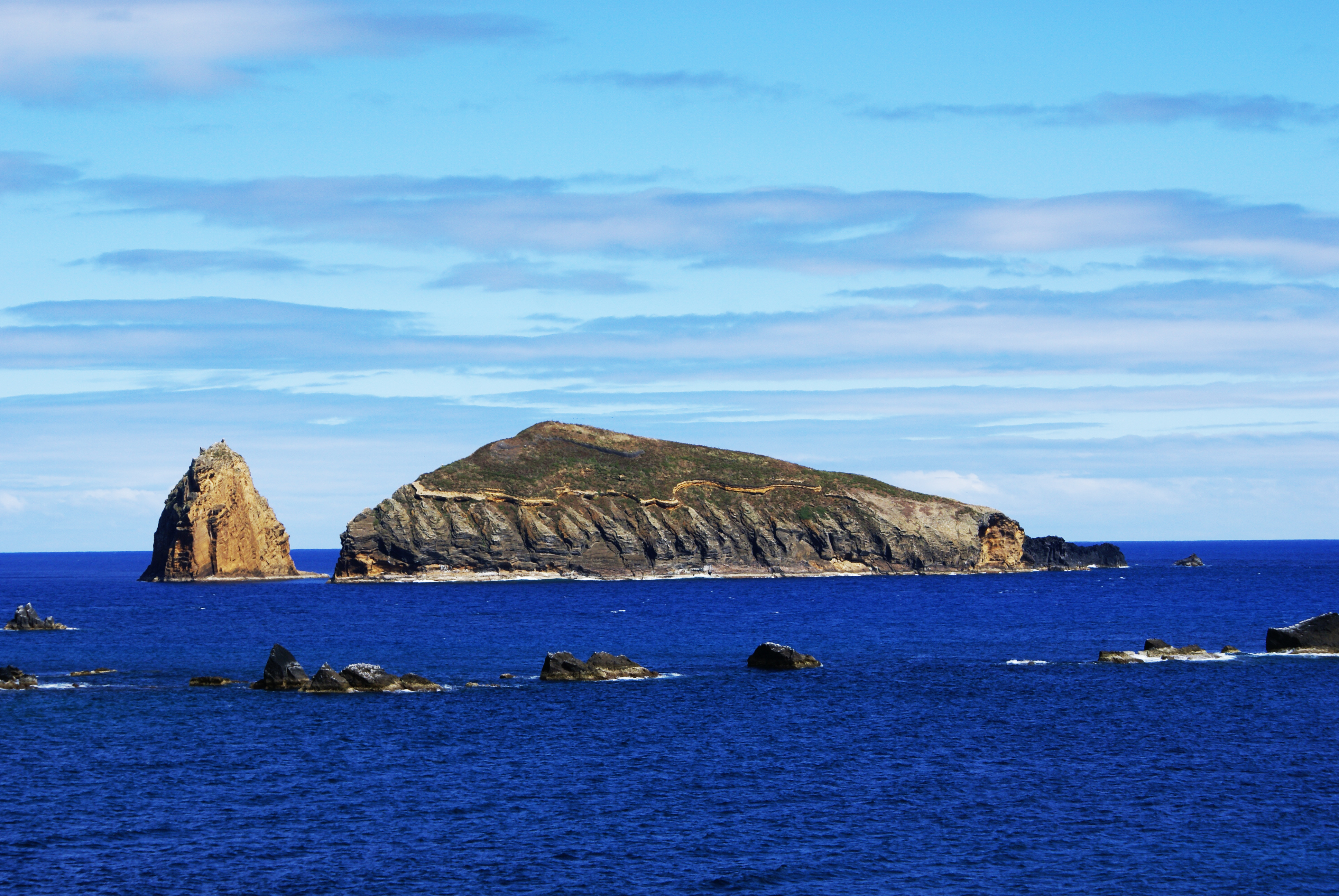
Ilhéu de Baixo visto do Carapacho.

O ilhéu de Baixo (ou ilhéu dos Homiziados) é um cone de tufos muito desmantelado pela acção da erosão marinha, existente ao largo do Carapacho, frente à Ponta da Restinga, no extremo sudeste da ilha Graciosa, nos Açores.
Esta formação geológica com Coordenadas geográficas de 39º01´Norte e  27º57´ Oeste abriga nas suas falésias e superfície importantes comunidades de plantas costeiras endémicas da Macaronésia como a Azorina vidalii (vidália), Spergularia azorica, Myosotis maritima (não-me-esqueças), Euphorbia azorica (erva-leiteira), Festuca petraea (bracel-da-rocha), além de constituir um importante local de abrigo de aves selvagens marinhas como garajau-comum, painho-da-madeira, painho-de-monteiro, cagarro, frulho, gaivota-de-patas-amarelas e alma-negra, facto que levou à criação da Zona Especial de Conservação do Ilhéu de Baixo e Ponta da Restinga (Graciosa).
O acesso a este ilhéu só pode ser feito de barco de forma que a acção humana não é muito frequente.
Ocupa uma área de 9 ha e a sua altitude vai até aos 74 metros.